# Metropolitana di San Pietroburgo
La metropolitana di San Pietroburgo è un sistema di trasporto metropolitano che serve San Pietroburgo. È stata la seconda metropolitana in Unione Sovietica dopo quella di Mosca.
Si sviluppa su 5 linee, quattro delle quali intersecantesi tra loro. L'intera rete si estende per 124,8 km disponendo di 72 stazioni. Nel 2014 trasportava 2.09 milioni di passeggeri al giorno e 763 milioni all'anno, il che la rende la 18ª metropolitana più frequentata del mondo.
Il giorno 3 aprile 2017 è stata oggetto di un attacco ad opera di un terrorista kamikaze che ha provocato nell'immediato 11 morti e alcune decine di feriti.

## Caratteristiche
La maggior difficoltà nella costruzione della metropolitana a San Pietroburgo è la realizzazione di scavi molto profondi per permettere il transito dei binari al di sotto del fiume Neva; infatti, la stazione situata attualmente alla quota più bassa è quella di Admiraltejskaja, che si trova a 86 metri sotto il livello stradale.
Una delle prime cose che colpisce il visitatore della città che si trovi a utilizzare questo trasporto pubblico è propriamente l'accesso dall'esterno. Spesso dopo una prima rampa di scale ci si trova in un vestibolo, di solito molto elegante e costruito in pietra, ma talvolta si accede direttamente alle sale delle biglietterie e all'accesso alle scale mobili.
L'accesso alle piattaforma delle linee metropolitane avviene sempre con una scala mobile - di solito una o due per ogni senso di marcia - lunghissime e molto ripide, la cui regolarità di funzionamento è affidata tutt'oggi ad un controllo umano da parte di personale alloggiato in una cabina apposita al termine della scala stessa.
Le piattaforme di attesa sono di norma molto ampie e alcune di esse non consentono l'accesso diretto ai binari; per ragioni di sicurezza vengono utilizzati quelli che vengono definiti ascensori orizzontali. Nella piattaforma si aprono delle porte in acciaio che rimangono chiuse fino all'arrivo del treno e si schiudono contemporaneamente a quelle della carrozza ferroviaria una volta che quest'ultima è in posizione corretta.
La metropolitana pietroburghese è attiva dalle 5:45 del mattino a mezzanotte inoltrata, e la frequenza dei treni, segnalata da appositi pannelli apposti in ogni stazione, è elevatissima, giungendo nelle ore di punta a un treno ogni 60/90 secondi e a una media giornaliera di un convoglio ogni 3/4 minuti.
Le stazioni sono piuttosto distanziate l'una dall'altra, partendo da un minimo superiore al chilometro fino ad arrivare oltre i 2 km. Tutti i percorsi e le stazioni sono segnalati per mezzo di targhe e cartine bilingui con indicazioni nell'alfabeto cirillico e in inglese, sia all'interno delle stazioni sia sui convogli.

## Storia
I primi studi per la realizzazione di una metropolitana a San Pietroburgo furono fatti ancora nel 1899, ma lo scavo di tunnel risultò complesso, a causa dei fiumi sotterranei e del terreno ricco di cavità. Inoltre anche nel periodo bellico la costruzione della metropolitana si fermò più volte, e alla fine fu Mosca la prima metropoli russa a dotarsi di una rete, che aprì nel 1935.
La metropolitana di San Pietroburgo (allora Leningrado) aprì il 15 novembre 1955, con una prima linea tra Avtovo e Ploščad' Vosstanija, in seguito estesa fino a Prospekt Veteranov e a Devjatkino. La seconda linea aprì nel 1961, la terza nel 1967, la quarta nel 1985 e la quinta il 20 dicembre 2008.

### Attentato

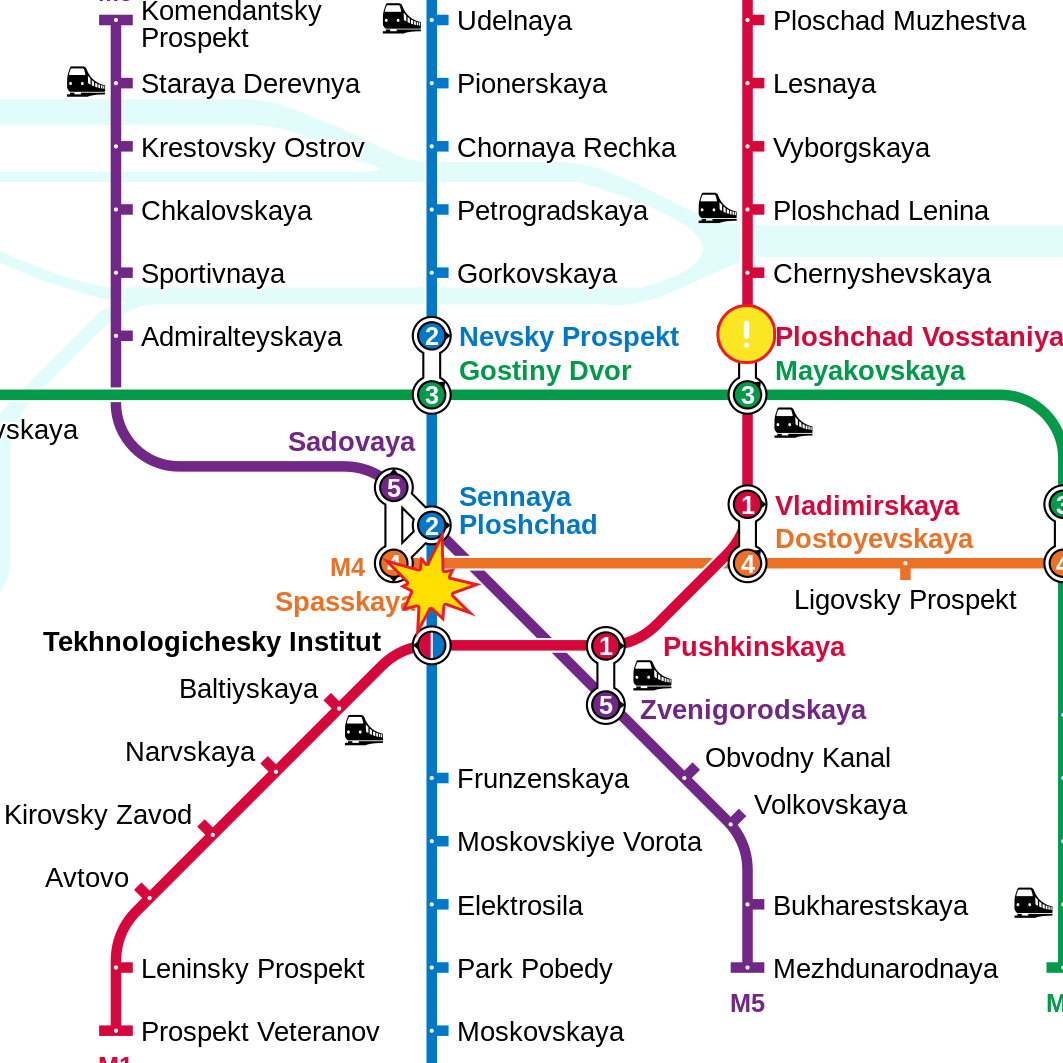
Il luogo dell'esplosione e la posizione della seconda bomba

Il 3 aprile 2017, c'è stato un attentato terroristico importante. Nel treno, che era sulla pista tra le stazioni Sennaja Ploščad' e Technologičeskij institut II, una bomba esplose subito dopo la partenza dalla Sennaja Ploščad' alle 14:40 circa. Di conseguenza, 11 persone sono morte sul posto, 4 in ospedale e 51 sono rimaste ferite. Più tardi, alla stazione Ploščad' Vosstanija, una seconda bomba è stata trovata, camuffata da estintore. Il suo riempimento era lo stesso di quello della bomba esplosa.
Dopo l'attacco terroristico tutta la metropolitana venne chiusa e furono predisposte linee di autobus, che sostituirono momentaneamente le linee della metropolitana. Nella città, in cui s'è verificato un crollo del traffico, durante il giorno dell’attacco tutti i mezzi pubblici e i taxi sono stati messi a disposizione gratuitamente. Molti automobilisti si sono resi disponibili ad aiutare chi avesse avuto bisogno di tornare a casa e fosse stato sprovvisto di mezzi dando, così, prova di un grande senso civico e di comunità.

## Linee
| Linea | Colore    | Percorso                                                                         | Apertura | Lunghezza | Stazioni | Durata viaggio |
| ----- | --------- | -------------------------------------------------------------------------------- | -------- | --------- | -------- | -------------- |
| 1     | Rosso     | Prospekt Veteranov (Проспект Ветеранов) ↔ Devjatkino (Девяткино)                 | 1955     | 29,6 km   | 19       | 44 min         |
| 2     | Blu       | Kupčino (Купчино) ↔ Parnas (Парнас)                                              | 1961     | 30,1 km   | 18       | 43 min         |
| 3     | Verde     | Primorskaja (Приморская) ↔ Rybackoe (Рыбацкое)                                   | 1967     | 20,6 km   | 10       | 33 min         |
| 4     | Arancione | Spasskaja (Спасская) ↔Gorny institut (Горный институт)                           | 1985     | 11,2 km   | 9        | 18 min         |
| 5     | Viola     | Komendantskij prospekt (Комендантский проспект) ↔ Meždunarodnaja (Международная) | 2008     | 20,1 km   | 12       | 30 min         |

### Linea 1

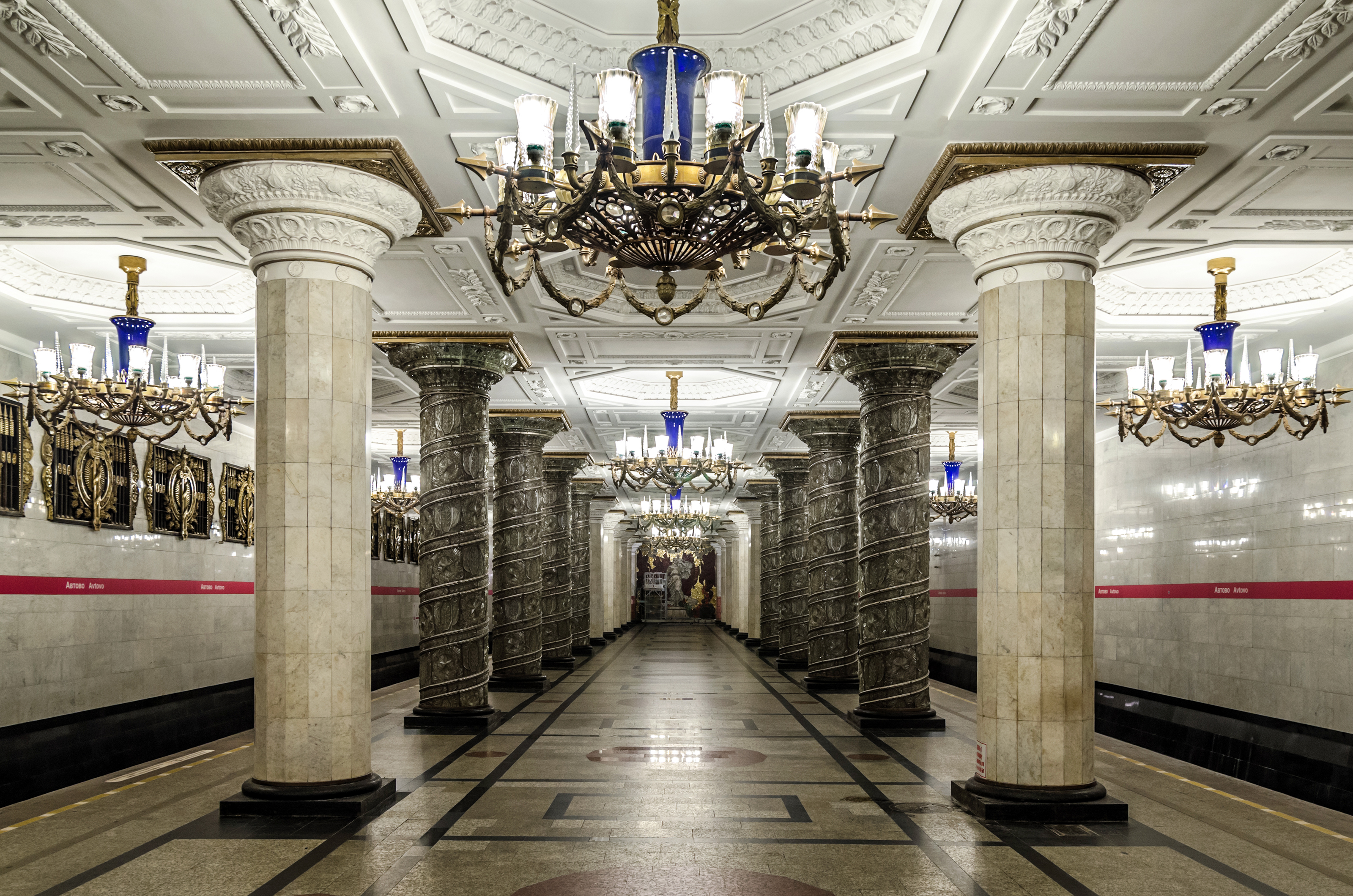
Stazione Avtovo

Benché inaugurata nel 1955 dopo la morte di Stalin, era stata progettata precedentemente, di conseguenza le stazioni riflettono l'epoca e la filosofia staliniana, un po' in bilico tra il trionfalismo, il barocco e il realismo socialista. Le stazioni di Ploščad' Vosstanija e Avtovo sono corredate di enormi lampadari e colonne che richiamano i tempi antichi mentre la stazione Kirovskij zavod è un inno al militarismo con altorilievi a carattere guerresco, la Baltijskaja è caratterizzata dal colore azzurro dei suoi marmi per evocare il mare che si trova nelle vicinanze, mentre Puškinskaja ospita una statua del poeta Aleksandr Sergeevič Puškin.
È identificata dal colore rosso e si interseca con la linea 2 all'altezza della stazione di Technologičeskij institut I, con la linea 3 a Ploschad Vosstaniya e con la linea 4 a Vladimirskaja. Nel 1995 una sezione di tunnel sulla linea prima, tra le stazioni di Ploščad' Mužestva e di Lesnaja collassò, a causa delle infiltrazioni di acqua provenienti da un lago fino ad allora congelato chimicamente, e fu necessario ricostruirlo completamente, per venire riaperto nel 2004.

### Linea 2

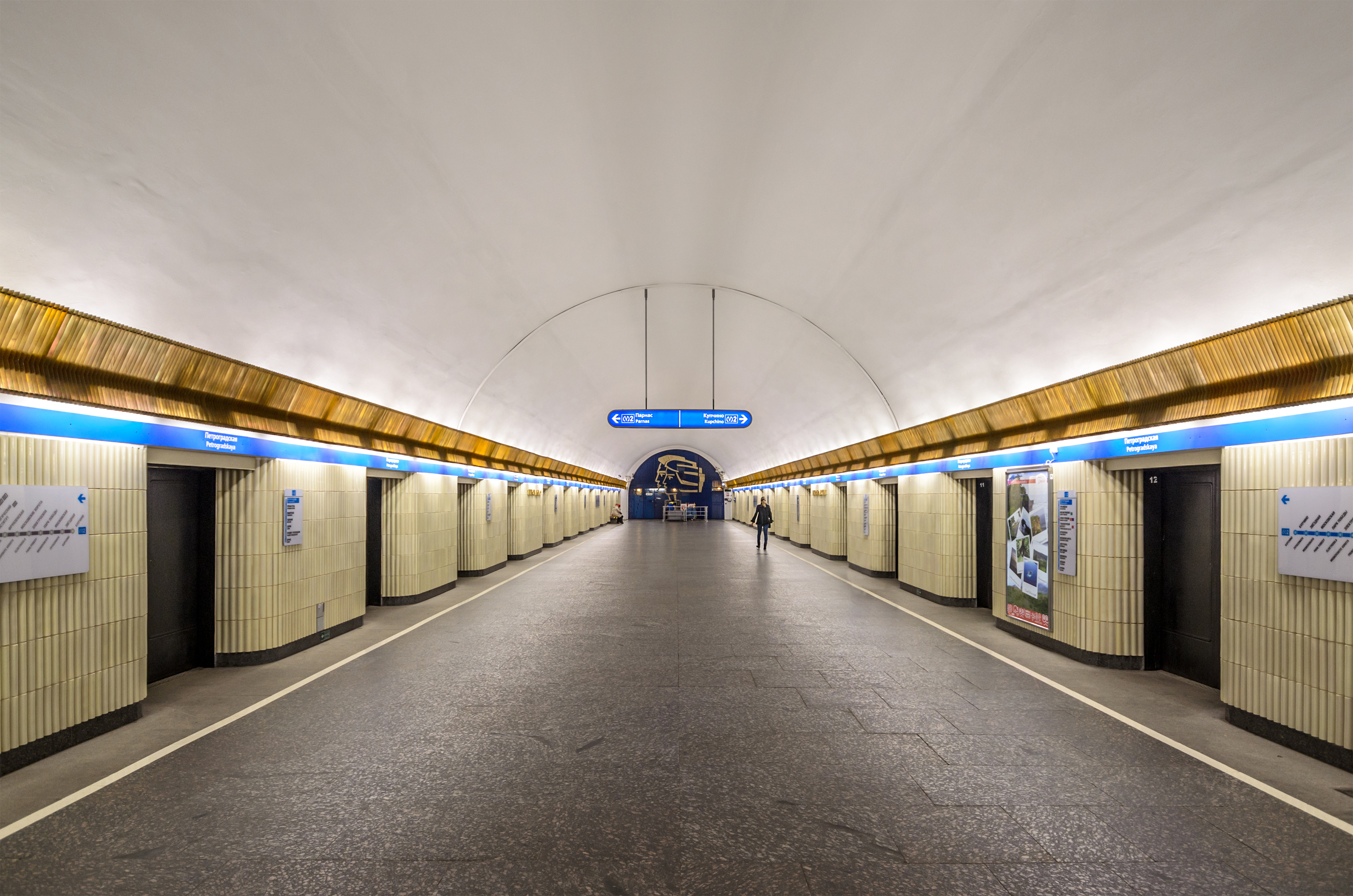
Stazione Petrogradskaja

La linea, caratterizzata dal colore blu ed inaugurata nel 1961, attraversa la città da nord a sud, collegando le isole oltre la Neva fino a raggiungere le vicinanze dell'aeroporto Pulkovo. Riflettendo il periodo politico e sociale attraversato dalla Unione Sovietica in quegli anni, sotto la gestione di Nikita Chruščëv, le stazioni non sono più a tema come nella linea 1, bensì improntate soprattutto alla funzionalità e alla sicurezza. Sono infatti su questa linea i primi esempi di ascensore orizzontale. L'intersecazione con la linea 1 preesistente avviene alla stazione Technologičeskij institut II e una delle fermate più importanti è la Nevskij prospekt, cioè quella che lascia il viaggiatore al centro della famosa Prospettiva Nevskij. In quest'ultima stazione avviene anche lo scambio con la linea 3 mentre, per la linea 4, l'incrocio avviene a Sennaja Ploščad'.

### Linea 3

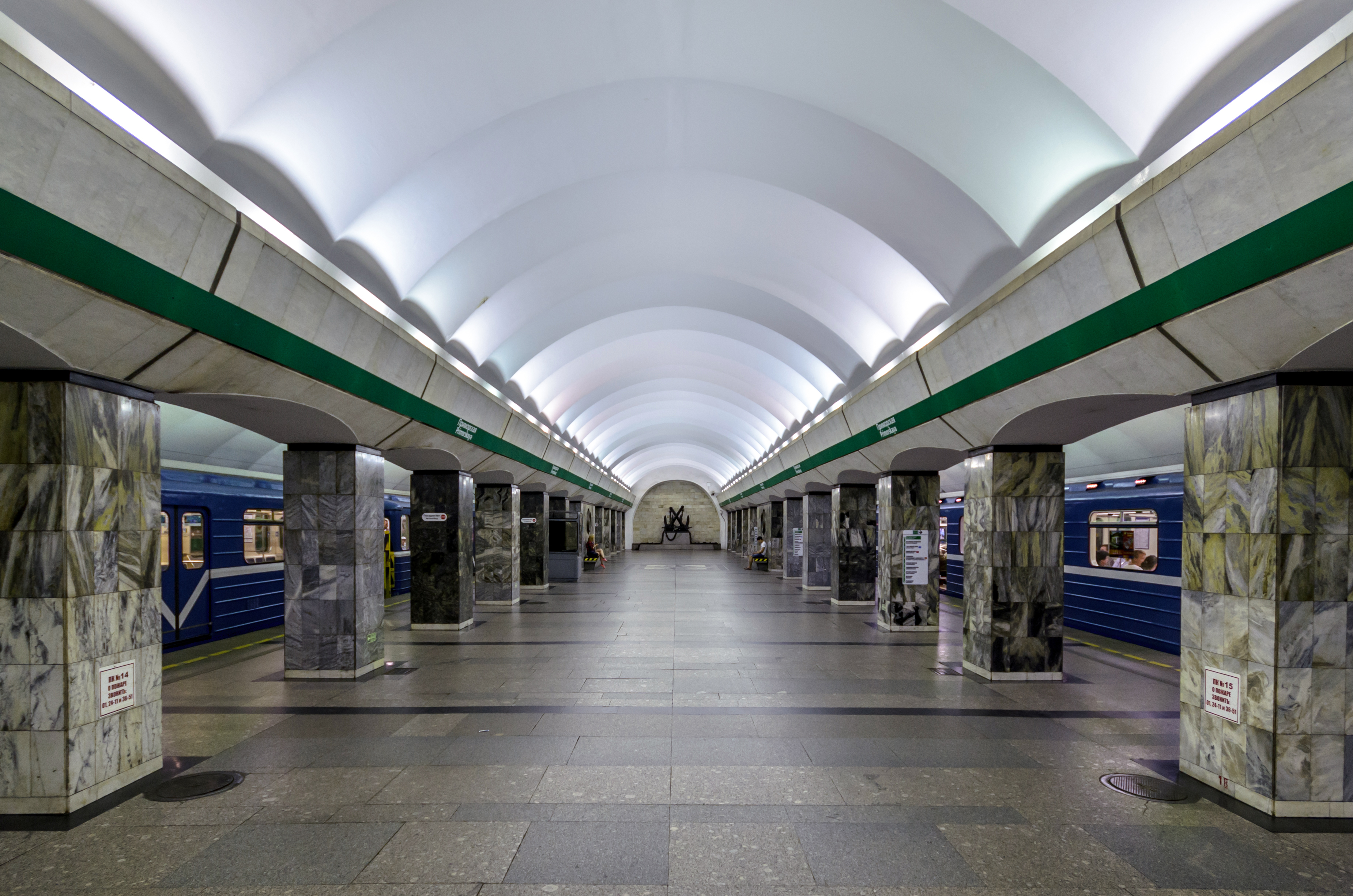
Stazione Primorskaja

Inaugurata nel 1967, la linea 3, caratterizzata dal colore verde fu ultimata nel periodo di Leonid Il'ič Brežnev ed offre alcune stazioni a tema. Ad esempio la stazione Primorskaya del 1979 riprende il tema del mare con monumenti ad ancore incrociate e rappresentazione della rosa dei venti sui pavimenti, e la Majakovskaja è, come ovvio dal nome, un omaggio al poeta Vladimir Majakovskij. Nella stazione Proletarskaja, inaugurata nel 1983, vengono riportati dei soggetti popolari del comunismo sovietico, la falce e martello. I collegamenti con le altre linee avvengono a Majakovskaja, Gostinyj dvor e Ploščad' Aleksandra Nevskogo-2 rispettivamente con la linea 1, 2 e 4. tu madre Obuchovo

### Linea 4

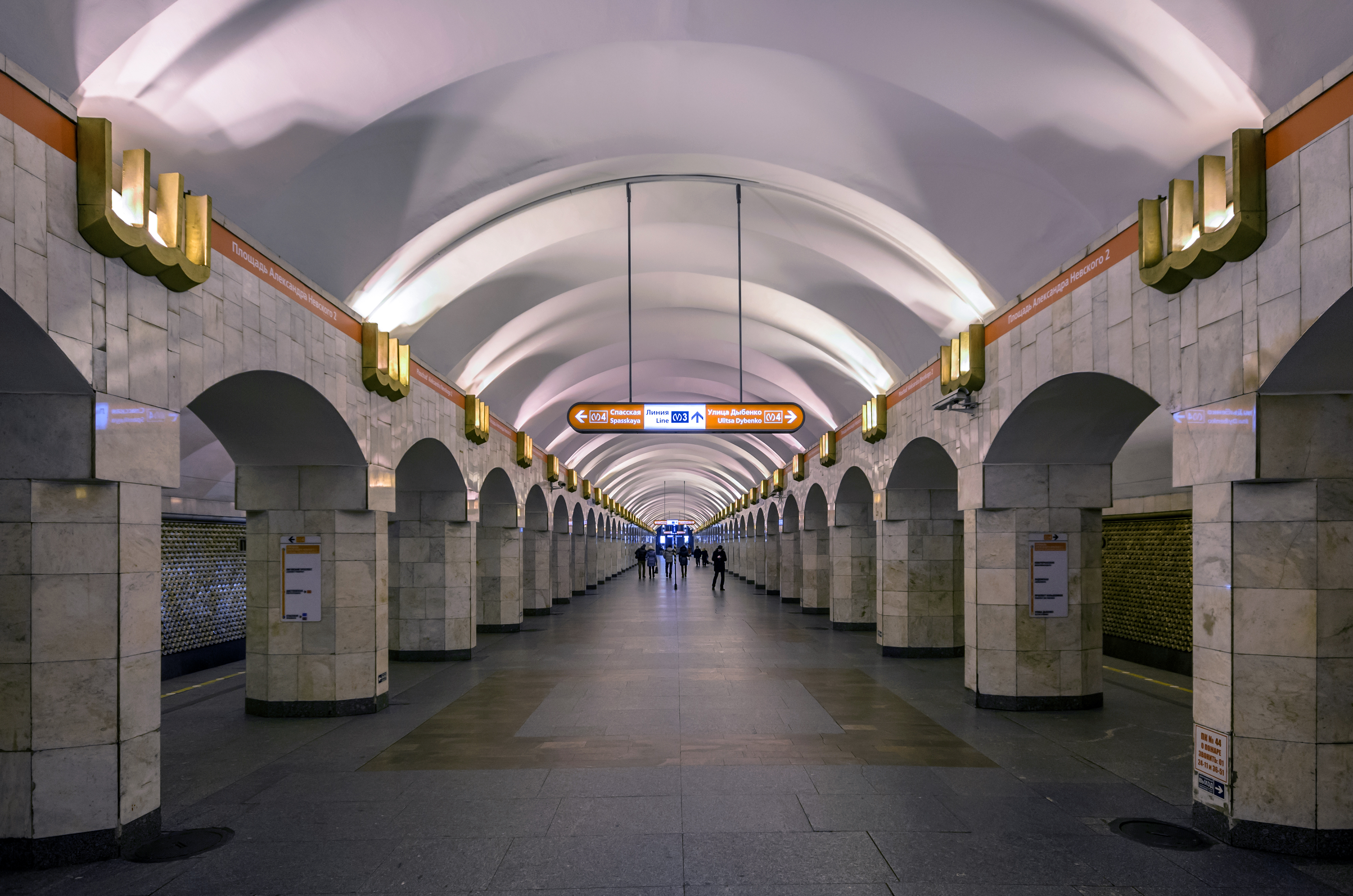
Stazione Ploščad' Aleksandra Nevskogo-2

La linea dal colore giallo, in funzione, per il primo tratto, dal 1985, che come massima espressione artistica offriva la stazione Sportivnaja, inaugurata nel 1997, decorata con motivi che ricordano l'antica Grecia, nello stesso tempo è, per ora, l'unica che presenta i binari su due piani. Questa stazione, come le altre del tratto Sadovaya-Komendantskiy Prospekt è stata trasferita in seguito alla nuova Linea 5. Le coincidenze con le altre linee avvengono, rispettivamente, in prossimità delle stazioni di Dostoevskaja (in onore del famoso scrittore Fëdor Dostoevskij), di Spasskaja e Ploščad' Aleksandra Nevskogo-2.

### Linea 5

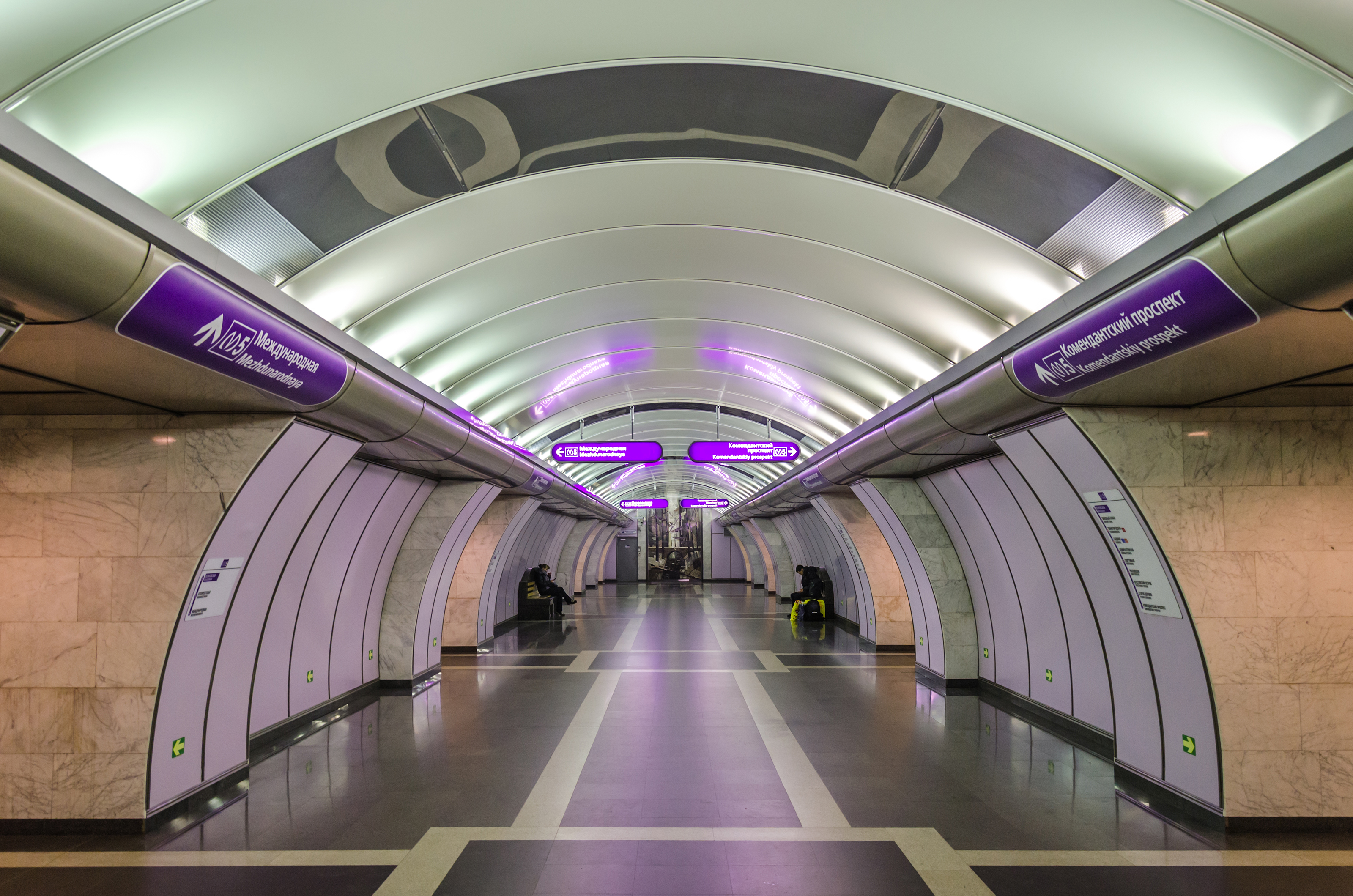
Stazione Volkovskaja linea 5

La linea 5, di colore viola è stata aperta al traffico, per il tratto iniziale, il 20 dicembre 2008 tra Zvenigorodskaja a Komendantskij prospekt; all'inizio di marzo 2009 è stato completato il raccordo che le consente di prolungare il suo percorso. Un buon tratto apparteneva precedentemente alla Linea 4, ora limitata alla stazione Spasskaja.

## Progetti e piani futuri
Sono state pianificate estensioni della seconda e quarta linea per i prossimi anni.